# Eselsdisteln
Die Eselsdistel (Onopordum) sind eine Pflanzengattung in der Unterfamilie der Carduoideae innerhalb der Familie der Korbblütler (Asteraceae).

## Beschreibung

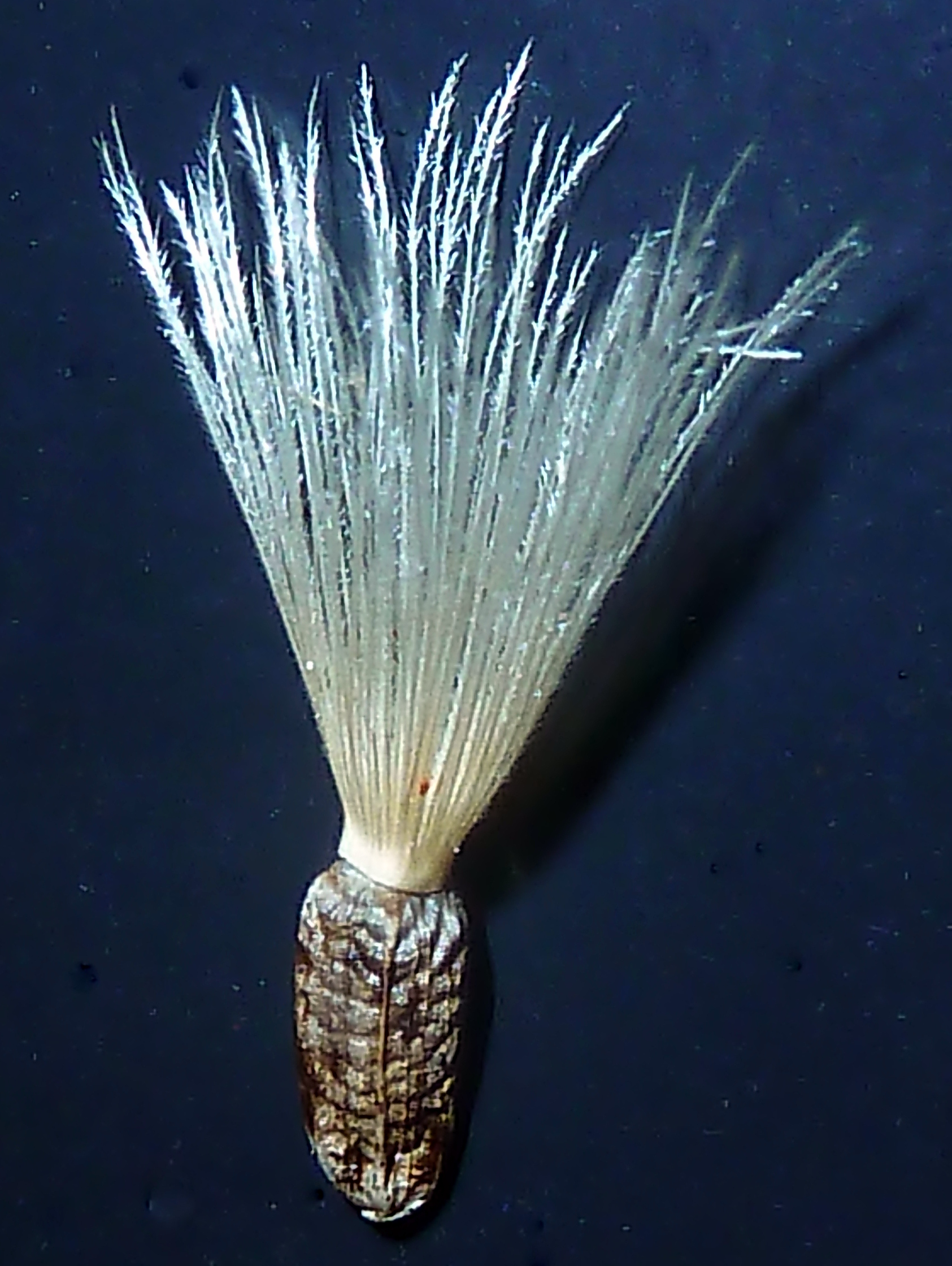
Achäne mit Pappus von Onopordum nervosum

### Vegetative Merkmale
Onopordum-Arten sind zweijährige, krautige Pflanzen, selten sind sie mehrjährig. Im ersten Jahr wird eine Rosette gebildet. Im zweiten Jahr wachsen sie zu teils imposanten Wuchshöhen von 0,5 bis 4 Metern und Pflanzendurchmessern von 1,5 Metern. Sie sind mit lockeren und spinnwebigen Haaren bedeckt.
Die meist ungestielten Laubblätter sind gezähnt oder fiederteilig, wellig und dornig. Ihre breiten herablaufenden Ränder bilden am Stängel dornige Flügel.

### Generative Merkmale
Der Gesamtblütenstand ist weit ausladend und verzweigt. Die körbchenförmigen Teilblütenstände sind groß, kugelig und mehrreihig mit steifdornigen Hüllblättchen umgeben. Es sind nur purpurrote (selten weiße oder rosafarbene) Röhrenblüten vorhanden.
Die Achänen sind abgeflacht und vier- bis fünfkantig. Der Pappus besteht aus vielen Reihen von Borsten, die an ihrer Basis verwachsen sind.

## Systematik und Verbreitung

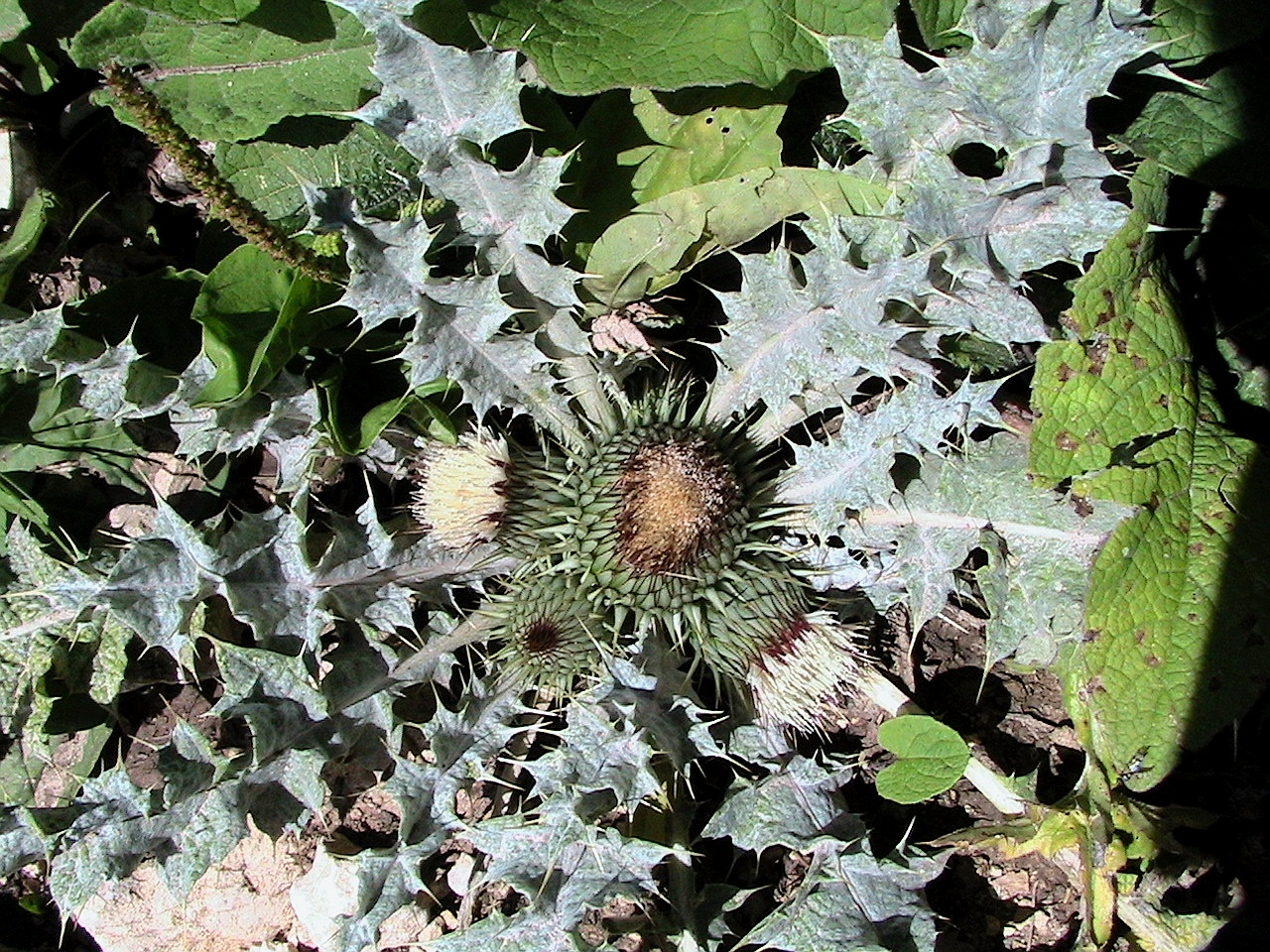
Stängellose Eselsdistel (Onopordum acaulon)

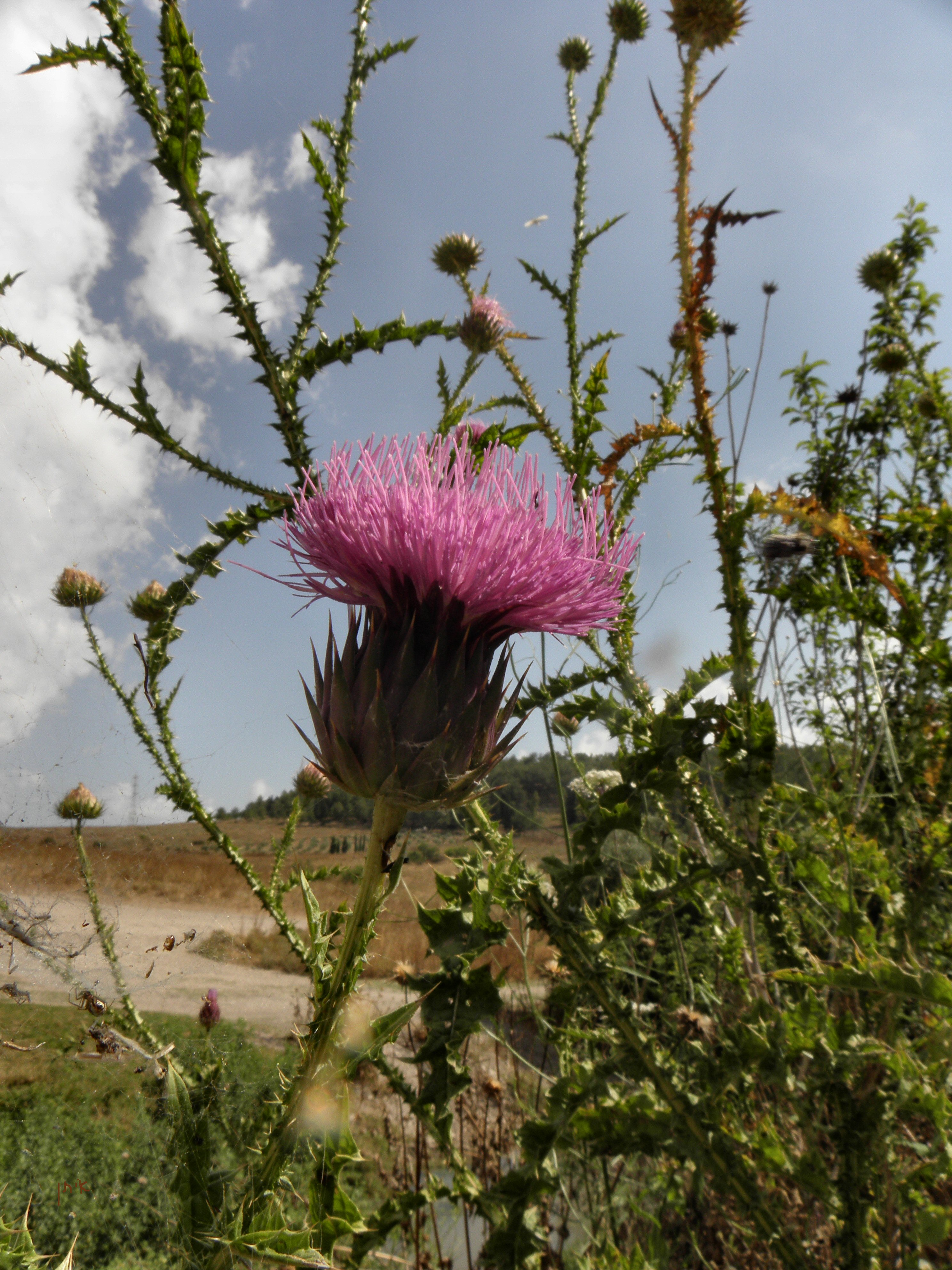
Onopordum cynarocephalum

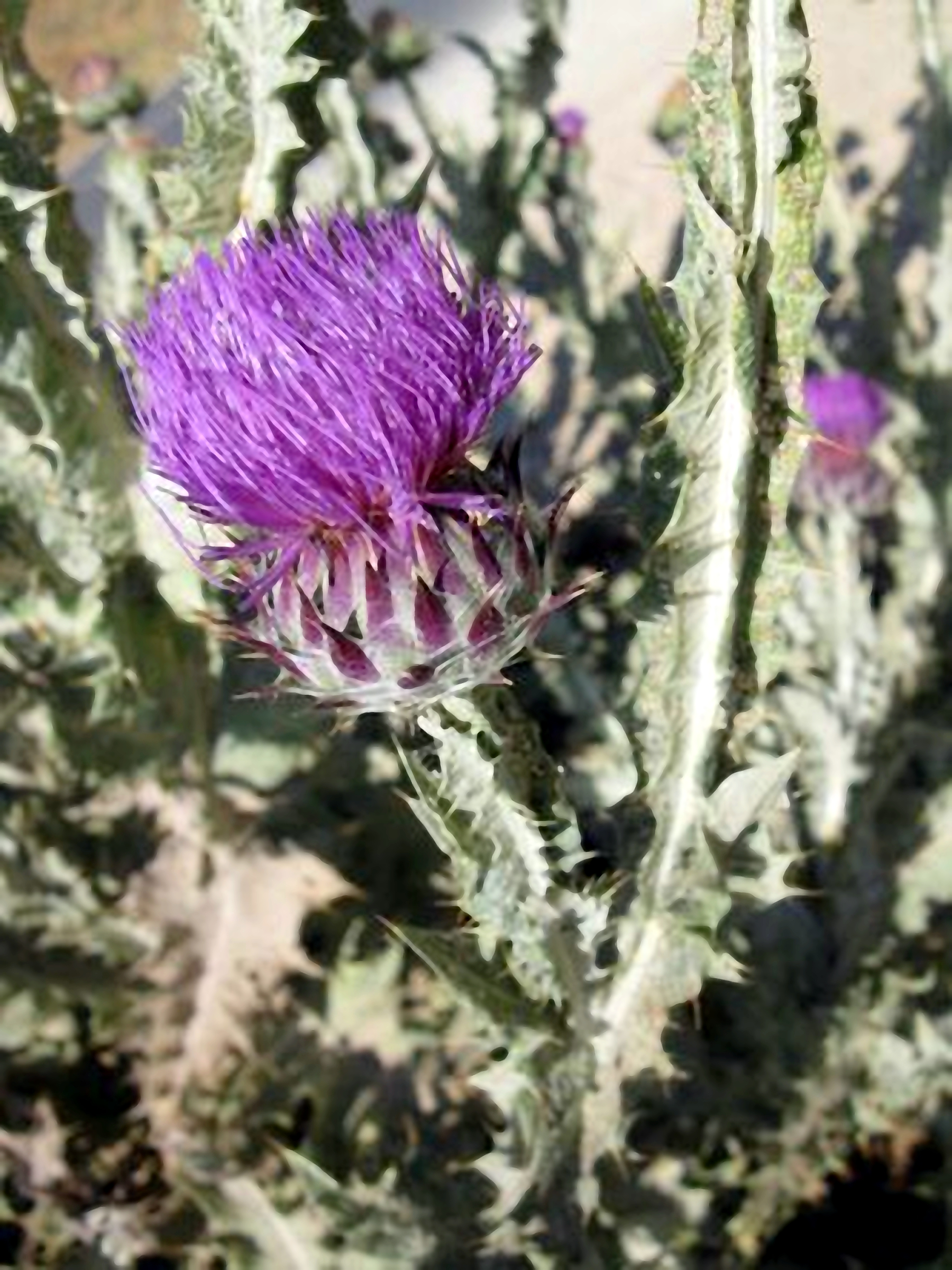
Ausschnitt eines Blütenstandes mit Blütenkorb von Onopordum platylepis

Die Gattung Onopordum wurde durch Carl von Linné aufgestellt. Der botanische Gattungsname Onopordum setzt sich aus den Griechischen Wörtern: ónos für Esel und porde für Blähung zusammen.
Die Gattung Onopordum gehört zur Subtribus Carduinae aus der Tribus Cardueae in der Unterfamilie Carduoideae innerhalb der Familie Asteraceae.

### Arten und ihre Verbreitung
Die meisten Arten der Eselsdisteln haben ihre Areale in den Mittelmeerländern; sie kommen vom mitteleuropäischen Raum bis Zentralasien und in Nordafrika vor. In einigen Ländern wurden einzelne Arten als Zierpflanzen eingeführt und breiten sich als invasive Pflanzen rasch aus.
Es gibt etwa 40 (25 bis 60) Arten in der Gattung der Eselsdisteln (Onopordum) (Auswahl):
- Gewöhnliche Eselsdistel (Onopordum acanthium L.)
- Stängellose Eselsdistel (Onopordum acaulon L.): Sie kommt in Spanien, Frankreich, Marokko, Algerien und Tunesien vor.[2]
- Onopordum alexandrinum Boiss.: Sie kommt in Ägypten, auf der Sinaihalbinsel, in Israel, Jordanien und im Gebiet von Syrien und Libanon vor.[2]
- Onopordum anatolicum (Boiss.) Eig: Sie kommt in der Türkei vor.[2]
- Onopordum arenarium (Desf.) Pomel: Sie kommt in Marokko, Algerien, Tunesien und Libyen vor.[2]
- Onopordum armenum Grossh. (Syn. Onopordum frickii Tamamsch.): Sie kommt in Armenien und in der Türkei vor.[2]
- Onopordum bracteatum Boiss. & Heldr.: Sie kommt auf Inseln der Ägäis, auf Kreta, auf Zypern und in der Türkei vor.
- Onopordum candidum Nábělek: Sie kommt in der Türkei vor.[2]
- Onopordum caricum Hub.-Mor.: Sie kommt in der Türkei vor.[2]
- Onopordum caulescens d’Urv.: Sie kommt in Malta, auf Inseln der Ägäis, in Griechenland und in der Türkei vor.[2]
- Onopordum cinereum Grossh.: Sie kommt in Transkaukasien vor.
- Onopordum corymbosum Willk. (Syn. Onopordum tauricum subsp. corymbosum (Willk.) Nyman, Onopordum humile Loscos): Sie kommt in Spanien und Frankreich vor.[2]
- Onopordum cynarocephalum Boiss. & Blanche: Sie kommt in Israel, Jordanien im Libanon und in Syrien vor.[2]
- Onopordum davisii Rech. f.: Sie kommt in der Türkei vor.[2]
- Onopordum dissectum Murb.: Sie kommt in Spanien und in Marokko vor.
- Onopordum heteracanthum C.A.Mey. (Syn. Onopordum anisacanthum Boiss.): Sie kommt in der Türkei, in Syrien, Libanon, im Gebiet von Israel und Jordanien und in Transkaukasien vor.[2]
- Onopordum illyricum L.: Sie kommt in Südeuropa und in Vorderasien vor.
- Onopordum jordanicola Eig: Sie kommt in Israel und in Jordanien vor.[2]
- Onopordum laconicum Heldr. & Sart. ex Rouy: Sie kommt in Griechenland vor.[2]
- Onopordum leptolepis DC.: Sie wurde aus dem Gebiet des Iran erstbeschrieben.
- Onopordum macracanthum Schousb.: Sie kommt in Portugal, Spanien, auf den Balearen, auf Sardinien, in Marokko und Algerien vor.[2]
- Onopordum majorii Beauverd: Sie kommt auf Inseln der Ägäis und auf Kreta vor.[2]
- Onopordum messeniacum Halácsy: Sie kommt in Griechenland vor.[2]
- Onopordum micropterum Pau (Syn. Onopordum nogalesii Svent.): Sie kommt in Spanien und auf Fuerteventura vor.[2]
- Onopordum nervosum Boiss.: Sie kommt in Portugal und Spanien vor.[2]
- Onopordum platylepis (Murb.) Murb.: Sie kommt in Tunesien und Libyen vor.[2]
- Onopordum prjachinii Tamamsch.: Sie kommt in Zentralasien vor.
- Onopordum sarrafii C.C.Townsend: Sie kommt im Irak vor.[4]
- Onopordum seravschanicum Tamamsch.: Sie kommt in Zentralasien vor.
- Onopordum sirsangense Rech.f.: Sie kommt in der Türkei vor.[2]
- Türkische Eselsdistel (Onopordum tauricum Willd., Syn. Onopordum argolicum Boiss.): Sie kommt in Südeuropa, Südosteuropa und in der Türkei vor.
- Onopordum turcicum Danin: Sie kommt in der Türkei vor.[2]

### Hybriden
- Onopordum ×brevicaule Gonz.Sierra, Pérez Morales, Penas & Rivas Mart. (= Onopordum acanthium × Onopordum acaulon)
- Onopordum ×erectum Gonz.Sierra, Pérez Morales, Penas & Rivas Mart. (= Onopordum corymbosum × Onopordum nervosum subsp. castellanum)
- Onopordum ×macronervosum Gonz.Sierra, Pérez Morales, Penas & Rivas Mart. (= Onopordum macrocanthum × Onopordum nervosum)
- Onopordum ×onubense Gonz.Sierra, Pérez Morales, Penas & Rivas Mart. (= Onopordum dissectum × Onopordum macrocanthum)
- Onopordum ×spinosissimum Gonz.Sierra, Pérez Morales, Penas & Rivas Mart. (= Onopordum acanthium × Onopordum illyricum)

## Nutzung
Ihre noch nicht aufgeblühten Blütenkorbböden kann man wie Artischocken zubereiten.